# Leichtathletik-Weltmeisterschaften 1995/Teilnehmer (Brasilien)
| Goldmedaillen | Silbermedaillen | Bronzemedaillen |
| ------------- | --------------- | --------------- |
| –             | –               | 1               |

Brasilien stellte mindestens vier Teilnehmerinnen und 24 Teilnehmer bei den Leichtathletik-Weltmeisterschaften 1995 in der schwedischen Stadt Göteborg.

## Medaillen
Mit einer gewonnenen Bronzemedaille belegte das brasilianische Team Platz 38 im Medaillenspiegel.
 Bronze
- Luíz Antônio dos Santos: Marathon der Männer

## Ergebnisse

### Männer

#### Laufdisziplinen
| Athlet/en                                                           | Disziplin        | Vorlauf     | Vorlauf | Viertelfinale      | Viertelfinale      | Halbfinale         | Halbfinale         | Finale                  | Finale                  |
| Athlet/en                                                           | Disziplin        | Zeit        | Platz   | Zeit               | Platz              | Zeit               | Platz              | Zeit                    | Platz                   |
| ------------------------------------------------------------------- | ---------------- | ----------- | ------- | ------------------ | ------------------ | ------------------ | ------------------ | ----------------------- | ----------------------- |
| Édson Ribeiro                                                       | 100 m            | 10,37 s     | 24      | 10,29 s            | 16                 | nicht qualifiziert | nicht qualifiziert | –––                     | –––                     |
| Robson da Silva                                                     | 100 m            | 10,37 s     | 25      | 10,29 s            | 16                 | 10,20 s            | 9                  | nicht qualifiziert      | nicht qualifiziert      |
| Sidnei Telles De Souza                                              | 100 m            | 10,63 s     | 56      | nicht qualifiziert | nicht qualifiziert | –––                | –––                | –––                     | –––                     |
| Claudinei da Silva                                                  | 200 m            | 20,44 s     | 1       | 20,35 s            | 3                  | 20,37              | 6                  | 20,40 s                 | 5                       |
| Marcelo Brivilati Da Silva                                          | 200 m            | 21,02 s     | 35      | nicht qualifiziert | nicht qualifiziert | –––                | –––                | –––                     | –––                     |
| Robson da Silva                                                     | 200 m            | 20,53 s     | 3       | 20,33 s            | 2                  | 20,20 s            | 2                  | 20,21 s                 | 4                       |
| Sanderlei Parrela                                                   | 400 m            | 46,59 s     | 35      | nicht qualifiziert | nicht qualifiziert | –––                | –––                | –––                     | –––                     |
| Inaldo Justino Sena                                                 | 400 m            | 45,75 s     | 11      | 45,71 s            | 17                 | nicht qualifiziert | nicht qualifiziert | –––                     | –––                     |
| José Luíz Barbosa                                                   | 800 m            | 1:47,10 min | 15      |                    |                    | nicht qualifiziert | nicht qualifiziert | –––                     | –––                     |
| Joaquim Cruz                                                        | 1500 m           | 3:39,47 min | 12      |                    |                    | nicht angetreten   | nicht angetreten   | –––                     | –––                     |
| Edgar de Oliveira                                                   | 1500 m           | 3:41,74 min | 17      |                    |                    | nicht qualifiziert | nicht qualifiziert | –––                     | –––                     |
| Antonio Vicente Neto                                                | Marathon         |             |         |                    |                    |                    |                    | Wettkampf nicht beendet | Wettkampf nicht beendet |
| Luíz Antônio dos Santos                                             | Marathon         |             |         |                    |                    |                    |                    | 2:12:49 h               | Bronze                  |
| Valdenor dos Santos                                                 | Marathon         |             |         |                    |                    |                    |                    | Wettkampf nicht beendet | Wettkampf nicht beendet |
| Joílto Bonfim                                                       | 110 m Hürden     | 13,91 s     | 35      | nicht qualifiziert | nicht qualifiziert | –––                | –––                | –––                     | –––                     |
| Pedro Chiamulera                                                    | 110 m Hürden     | 14,33 s     | 46      | nicht qualifiziert | nicht qualifiziert | –––                | –––                | –––                     | –––                     |
| Walmes de Souza                                                     | 110 m Hürden     | 13,84 s     | 30      | 13,91 s            | 25                 | nicht qualifiziert | nicht qualifiziert | –––                     | –––                     |
| Eronilde de Araújo                                                  | 400 m Hürden     | 48,84 s     | 4       |                    |                    | 48,85 s            | 8                  | 49,86 s                 | 8                       |
| Wander do Prado Moura                                               | 3000 m Hindernis | 8:43,37 min | 34      |                    |                    | nicht qualifiziert | nicht qualifiziert | –––                     | –––                     |
| André da Silva Sidnei Telles De Souza Édson Ribeiro Robson da Silva | 4 × 100 m        | 38,85 s SR  | 7       |                    |                    | 38,48 s SR         | 4                  | 39,35 s                 | 6                       |
| Claudio Luiz Bertolino                                              | 20 km Gehen      |             |         |                    |                    |                    |                    | 1:30:25 h               | 28                      |
| Sérgio Galdino                                                      | 20 km Gehen      |             |         |                    |                    |                    |                    | 1:26:53 h               | 19                      |

#### Sprung-/Wurfdisziplinen
| Athlet                 | Disziplin  | Qualifikation         | Qualifikation         | Finale             | Finale             |
| Athlet                 | Disziplin  | Weite                 | Platz                 | Weite              | Platz              |
| ---------------------- | ---------- | --------------------- | --------------------- | ------------------ | ------------------ |
| Nélson Carlos Ferreira | Weitsprung | 7,87 m                | 17                    | nicht qualifiziert | nicht qualifiziert |
| Douglas de Souza       | Weitsprung | 7,63 m                | 27                    | nicht qualifiziert | nicht qualifiziert |
| Anisio Souza da Silva  | Dreisprung | ohne gültigen Versuch | ohne gültigen Versuch | –––                | –––                |

### Frauen

#### Laufdisziplinen
| Athletin            | Disziplin | Vorlauf     | Vorlauf | Viertelfinale      | Viertelfinale      | Halbfinale         | Halbfinale         | Finale                  | Finale                  |
| Athletin            | Disziplin | Zeit        | Platz   | Zeit               | Platz              | Zeit               | Platz              | Zeit                    | Platz                   |
| ------------------- | --------- | ----------- | ------- | ------------------ | ------------------ | ------------------ | ------------------ | ----------------------- | ----------------------- |
| Cleide Amaral       | 100 m     | 11,57 s     | 33      | nicht qualifiziert | nicht qualifiziert | –––                | –––                | –––                     | –––                     |
| Kátia Regina Santos | 100 m     | 11,68 s     | 41      | nicht qualifiziert | nicht qualifiziert | –––                | –––                | –––                     | –––                     |
| Luciana Mendes      | 800 m     | 2:01,82 min | 21      |                    |                    | nicht qualifiziert | nicht qualifiziert | –––                     | –––                     |
| Janet Mayal         | Marathon  |             |         |                    |                    |                    |                    | Wettkampf nicht beendet | Wettkampf nicht beendet |